# Polyteismus

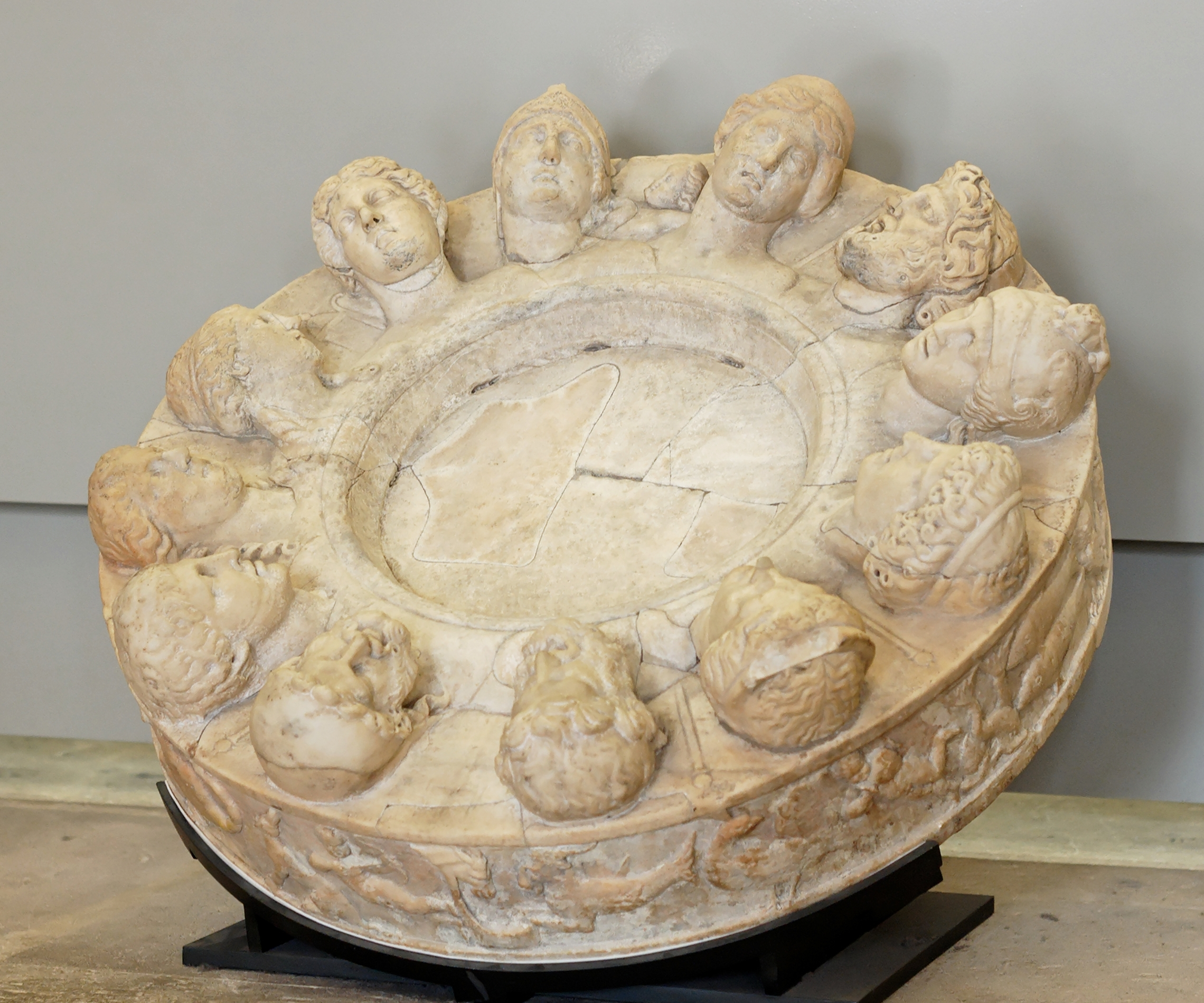
Oltář s podobiznami dvanácti nejdůležitějších bohů římského náboženství, tj. Dii Consentes,
1. století př. n. l.

Polyteismus, též polytheismus (ze starořeckého πολύ poly „mnoho“ a θεός theos „bůh“) či mnohobožství, je víra ve více božstev či jejich uctívání, jehož opakem je monoteismus – víra v jednoho Boha a jeho uctívání. Často používán na odlišení abrahámovských náboženství – judaismu, křesťanství a islámu, od náboženství ostatních. Termín pochází až z počátku 17. století a měl původně negativní a pejorativní význam a odkazoval na uctívání „falešných bohů“, tím se podobá starším pojmům jako modloslužebnictví, pohanství, židovskému gój „(pro)národ“ nebo muslimskému káfir „jinověrec“.
Rozdělování náboženství na polyteistická a monoteistická je však problematické, příkladem náboženství jež do takových kategorií nezapadají může být například zarathuštrismus, hinduismus, taoismus, buddhismus, džinismus nebo antické filosoficko-náboženské školy jako neoplatonismus a pythagoreismus. Mnohá náboženství označovaná jako polyteistická znají představu nejvyššího boha či mají tendence identifikovat konkrétní božstvo s nejvyšším bohem, případně jsou bohové považováni za méně důležité či mocné v porovnání s určitým vyšším cílem nebo principem. Henk Versnel upozorňuje na fakt že jak „monotheisté“, tak “polytheisté“ často sdílí víru v „menší božstva“ a „Jednoho Boha“ a jedná se tak o výrazy které lze užít pro jedno náboženství. V kontextu antického náboženství nabízí zase příklady toho jak monoteistická teologie fungovala společně s polyteistickým kultem, nebo připomíná, že antičtí „polyteisté“ neoznačovali křesťany jako monotheoi „jednoho boha“, ale atheoi „bezbožné“. Zároveň kromě Boha či bohů monoteistická i polyteistická náboženství často uznávají kromě bohů existenci dalších druhů bytostí s náboženským významem – duchů, andělů, démonů, světců a podobných. Příkladem může být křesťanský kult svatých, Panny Marie, andělů a představa Svaté Trojice. Z důvodu nejasnosti dichotomie mezi polyteismem a monoteismem se od ní na přelomu 20. a 21. století počalo upouštět, přičemž se někdy namísto toho mluví o „polysymbolické religiozitě“.
Katolický teolog Hans Küng, průkopník ekumenismu, nabízí dva možné náhledy na vztah polyteismu a monoteismu. Podle prvního je bohem cokoliv vzývané modlitbou či obětí, v takovém případě by pak podle jeho názoru byl polyteismem hinduismus i katolické křesťanství. Podle druhého je Bohem jediný a nejvyšší princip všeho, v tomto smyslu jsou pak katolíci, ale i většina hinduistů, monoteisty.

## Původ pojmu
Termín je odvozen ze starořeckého πολυθεΐα polytheia, jež bylo poprvé užito poprvé Filónem Alexandrijským v první polovině 1. století, a to v polemice ve smyslu „modloslužebnictví“ v kontrastu k uctívání jednoho Boha židy. Termín pak byl znovu použit až Jeanem Bodinem v jeho díle Démonomanie des sorciers z roku 1580, v němž vášnivě vystupoval proti údajnému čarodějnictví. Religionista Francis Schmidt uvádí že po svém „znovuobjevení“ Jeanem Bodinem byl pojem polyteismus pouze náhradou staršího pojmu modloslužebnictví a celý koncept polyteismu v zásadě vycházel z biblických zdrojů. Protikladný termín monoteismus je poprvé doložen až z roku 1660 z díla filosofa Henryho Morea, přičemž byl užit k popisu křesťanství. V angličtině se termín poprvé objevil v roce 1614 v polemice Samuela Purchase jako pejorativní označení pro katolíky, čímž bylo naráženo na kult Panny Marie, světců, uctívání obrazů, pořádání procesí a další podobné formy náboženského života. Chápání katolicismu jako formy „pohanství“ bylo mezi protestanty 16. a 17. století poměrně časté.
Termín polyteismus tak byl definován v rámci židovské a křesťanské učenosti a vztah polyteismu s monoteismem byl chápán jako vztah dvou vzájemně exkluzivních opozit, přičemž monoteismus byl jako vyspělejší forma náboženství. Například filosof David Hume (1711–1776) označil polyteismus za „primitivní náboženství lidstva“ a uctívání antropomorfních bohů za „pověrečný ateismus“, jemuž chybí morální principy a intelektuální hloubka. Na druhou stranu uznával větší míru tolerance a menší míru fanatismu, jež projevují polyteisté.

## Religionistické bádání
Evropané znali polyteismus především z řecké a římské mytologie, která ovšem v psaných pramenech představuje poměrně pozdní stadium velmi diferencované společnosti, bohové a bohyně mají své více méně pevné oblasti či resorty a podobně. Religionistické bádání však ukázalo, že postavy jednotlivých božstev se výrazně měnily, kult původně místních božstev se šířil a stěhoval a s tím se měnil i jejich charakter. Religionisté 19. století (Herbert Spencer, Edward Burnett Tylor) se snažili různé typy náboženství uspořádat do jediné evoluční linie (evolucionismus) a polyteismus pokládali za přechod od animismu k monoteismu. Religionisté 20. století (Mircea Eliade, Georges Dumézil, Jan Assmann aj.) především ukázali na velkou rozmanitost „polyteistických“ náboženství, na jejich souvislost s konkrétní kulturou a s organizací společnosti i vlády. Polyteistická náboženství řadí své bohy obvykle do různých hierarchií s jedním nejvyšším bohem v čele. Jiní autoři ukázali souvislost vývoje různých panteonů s vývojem příslušné říše: jednotliví bohové byli podle nich do panteonu zařazeni jako zástupci podmaněných měst a krajin, zejména na Blízkém východě.
Opačný názor na vznik polyteismu se objevuje v díle antropologa Andrewa Langa (1844–1912) a především v díle religionisty Wilhelma Schmidta (1868–1954), podle kterých byl prvním náboženstvím lidstva „prvotní monoteismus“, jež až později „degeneroval“ do polyteismu. Již v době svého vzniku však taková hypotéza nalezla mnoho kritiků a na přelomu 20. a 21. století byla považována za překonanou.